# Josep Ignasi Barrera Curto
Josep Ignasi Barrera Curto (Bítem, Baix Ebre, 30 d'octubre de 1972- ), és un dissenyador gràfic català.
És graduat en Belles Arts per la Universitat de Barcelona (1998), i Màster en Estratègia i Creativitat Interactiva a la Universitat Autònoma de Barcelona (2010). El 2002 va fundar Saeta, de la qual fou Director d'Art. Ha estat també professor de gràfica publicitària a l'Escola d’Art de Tarragona de la Diputació de Tarragona (2008-2015).
El 2004 l'Ajuntament de Tortosa li encarregà el cartell de les Festes de la Cinta d'aquell any. Barrera dissenyà un cartell on hi apareixia una cinta de cassette, aprofitant l'homonímia de la paraula. El cartell provocà la queixa oficial de la Reial Arxiconfraria de Nostra Senyora de la Cinta davant del govern municipal del llavors alcalde Joan Sabaté i Borràs. L'Ajuntament va acabar retirant el cartell, fins i tot de la seva web.

## Premis i reconeixements
- 1994. Imatge de la Festa de la Solidaritat (UB)[cal citació]
- 1995. Selecció d’obra per patrimoni de la UB[cal citació]
- 1999. Cartell oficial EXPOEBRE[7]
- 1999. Identitat Teatre Auditori Felip Pedrell (Tortosa)[cal citació]
- 1999. Identitat Fundació Universitària Doctor Manyà (Tortosa)[cal citació]
- 2004. Cartell de les Festes de la Cinta (Tortosa)[8]
- 2012. Cartell de les Festes de la Cinta (Tortosa)[9][10]
- 2017. Cartell de les Festes de la Cinta (Tortosa)[11]